# Volcán Tacaná
Volcán Tacaná är en vulkan på gränsen mellan Mexiko och Guatemala. Toppen på Volcán Tacaná är 4 060 meter över havet.
Volcán Tacaná är den högsta punkten i trakten. Runt Volcán Tacaná är det ganska tätbefolkat, med 155 invånare per kvadratkilometer. Närmaste större samhälle är Cacahoatán, sydväst om Volcán Tacaná.